# Occupato
Occupato è un singolo del rapper italiano DrefGold, pubblicato il 13 novembre 2017 come secondo estratto dal primo album in studio Kanaglia.

## Video musicale
Il videoclip del brano è stato pubblicato in contemporanea con l'uscita del singolo, attraverso il canale YouTube del rapper.

## Tracce
1. Occupato – 2:30